# Amy Carlson
Amy Carlson (Glen Ellyn (Illinois), 7 juli 1968) is een Amerikaanse actrice die in diverse televisieseries speelde onder andere vaste rollen in Another World, Third Watch, Law & Order: Trial by Jury. Daarnaast had ze gastrollen in vele andere series, waaronder CSI, ER.

## Overige werkzaamheden
Naast haar werk als actrice runt ze tevens het label Frenchkiss Records met haar partner Syd Butler, de bassist van Les Savy Fav.

## Filmografie
- America's Most Wanted (1988)
- Legacy of Lies (1992)
- The Babe (1992)
- Missing Persons (1993)
- The Untouchables (televisieserie) (1993)
- Another World (televisieserie) .... Josie Watts Sinclair (1993-1998)
- Ain’t Nothing but a She-Thing (1998)
- Guiding Light (televisieserie) .... Harley Cooper Spaulding (1998)
- Thanks of a Grateful Nation .... Tammy Boyer (1998)
- Marital Law (televisieserie) .... Cassie McGill (1998)
- Get Real (televisieserie) .... Dr. Sedgwick (1999-2000)
- Everything Put Together (2000)
- NYPD Blue Televisieserie) .... Lisa Marrantz (2000)
- If These Walls Could Talk 2 (2000)
- Falcone (televisieserie) .... Maggie Pistone (2000)
- Law & Order: Special Victims Unit (televisieserie) .... Patricia Andrews (2000)
- Third Watch (televisieserie) .... Alex Taylor (2000-2003)
- CSI (televisieserie) (2001)
- Winning Girls through Psychic Mind Control .... Kathy (2001)
- Peacemaker (televisieserie) .... Katie Owen (2003)
- Law & Order: Trial by Jury (televisieserie) .... Kelly Gaffney (2005)
- The Kidnapping(Black Friday) .... Rachel McKenzie (2007)